# Giacomo Tortora
Giacomo Tortora é um engenheiro italiano que atualmente ocupa o cargo de diretor de engenharia da equipe de Fórmula 1 da Mercedes.

## Carreira
Tortora ingressou na Ferrari em 2011, onde trabalhou como engenheiro aerodinâmico e gerente de simulador, com ele ficando responsável pelos trabalhos de simulador na Ferrari durante o tempo em que James Allison também trabalhava na equipe italiana. No entanto, ele foi rebaixado de seu cargo após o Grande Prêmio de Mônaco de 2019. Depois de não lhe ter sido atribuída qualquer função na Ferrari, em maio de 2020, Tortora foi contratado pela Mercedes para seu departamento de projeto. Como ele assumindo o cargo de vice-diretor de projeto da Mercedes em 1 de julho, ele passou a trabalhar em estreita colaboração com John Owen, o projetista chefe da equipe alemã.
Em 21 abril de 2021, após a Mercedes promover mudanças no seu departamento técnico, Tortora assumiu o recém-criado cargo de diretor de engenharia e, passou a trabalhar diretamente com o projetista chefe John Owen.